# 拉尔德韦拉
拉尔德韦拉，是西班牙卡斯蒂利亚-莱昂阿维拉省的一个市镇。 总面积17km2, 总人口256人（2001年），人口密度15人/km2。